# 皇帝级铁甲舰
皇帝级铁甲巡防舰（德語：Panzerfregatten der Kaiser-Klasse）是德意志帝国海军于1870年初期建造的两艘铁甲巡防舰所使用的船级。它们是最后一批在外国建造的德国主力舰，承建商为伦敦的萨穆达兄弟船厂。其中首舰皇帝号于1871年开始架设龙骨、1874年下水；德国号则于1872年架设、同样于1874年下水。它们均配备有八门安装在中央装甲炮台上的260毫米口径箍炮主炮，最高速度可达14節（26每小時）。
两艘姊妹舰在1875年投入使用后都进入德国舰队服役，尽管它们大部分的职业生涯都被置于预备役，因为德国在这一时期只保留了少量现役舰艇用于训练巡航。它们于1890年代被实质上重建为装甲巡洋舰，并在亚洲驻扎了三年。其中在1897年11月占领胶州湾租借地期间，皇帝号是时任东亚分舰队司令、海军中将棣德利的旗舰。在1899－1900年返回德国后，这些舰只曾担任数个次要角色，包括港湾船和宿营船。它们于1906年从海军序列中除籍；德国号在1908年被卖作废铁前曾充当靶舰，而皇帝号则一直担任浮动营房至1920年才出售。

## 设计
1867年，北德意志联邦国会批准了一项舰队规划，要求在1877年之前建立一支由十六艘铁甲舰（以及其它一些军舰）组成的舰队。这支铁甲舰队的目的是作为海上防御力量，以避免发生丹麦海军在1864年普丹战争期间对德国港口实施的类似封锁。至1860年代末，已有九艘铁甲舰在国外购买或在德国造船厂开建。而另外两艘舰，即后来的皇帝级，也获授权从英国订购。其设计是由英国船舶工程师爱德华·詹姆斯·里德于1869年制定，但工程却被推迟至1871年。随着步兵上将阿尔布雷希特·冯·施托施于1872年出任帝国海军部首任部长，他反对使用英国造船商，更倾向于使用合同来鼓励本土造船业。结果，皇帝级舰只成为了最后一批在国外建造的德国主力舰。
里德将这两艘舰设计成炮廓舰样式，与传统的舷侧炮铁甲舰相比，虽然安装了较小的炮台，但口径更大。其炮廓的布置较舷侧炮更为灵活，因为火炮可以在不同的射孔之间移动；并且由于炮廓是自船体向舷外突出，火炮可以向前或向后引导。在1875年完工后，这两艘舰被外国海军视为是同类型中最强大的船具，尽管与当时正在建造的最新炮塔舰相比，它们已显过时。尽管如此，它们还是导致英国皇家海军订购了另外两艘相同类型的舰艇：亚历山德拉号和鲁莽号，并装备有更大的火炮。

### 整体特征

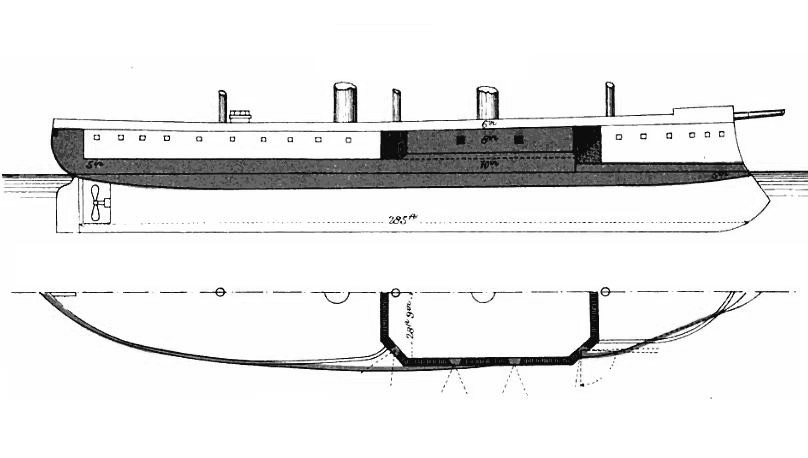
皇帝级舰只示意图；阴影区域表示受装甲保护的部分

皇帝级舰只的水线长度和全长分别为88.5米和89.34米，有19.1米的舷宽和7.39米的吃水深度。其设计排水量为7654吨、满载排水量则达8940吨。它们的船体采用横向舱壁和铁质双层纵向铁框架构造；镀铁层以柚木作背衬。船体被划分为九个水密舱室和一个占舰只长度比重为59%的双层船底。
基于应舵灵敏、运动轻柔等特性，帝国海军将皇帝级舰只视作良好的海船。这些舰只的转弯半径适中，并且非常稳定。它们的标准船员编制为32名军官及568名水兵，在担任分舰队旗舰时还可增编9名军官和47名水兵；而在作为第二旗舰时的增编人数则为6名军官和35名水兵。经过1890年代的重建后，舰上的船员编制大幅增加，达到36名军官和620名水兵。指挥人员的规模也有所增加，作分舰队旗舰为11名军官和57名水兵，作第二旗舰时为9名军官和48名水兵。这些舰只还搭载有一些小型舰载艇，包括1艘哨艇、2艘机动艇、1艘大舢板、2艘短桅帆船、2艘高低桅帆船以及2艘小划艇。
两艘同级舰均由格林尼治约翰·佩恩及子制造的双缸单胀蒸汽机提供动力，用以驱动一副直径为6.86米的四叶螺旋桨。所需的蒸汽是通过八台同样由约翰·佩恩及子生产的筒状燃煤火管锅炉供给，它们被汇集至两个大型的可伸缩烟囱。舰只还配备有全帆船具，总表面积为1623平方米。舰载的三台发电机则可提供30千瓦的电力。皇帝级舰只的发动机额定功率超过5,600匹公制馬力（5,500匹指示馬力），最高速度为14節（26每小時）。它们按设计可贮存680吨燃煤，但德国号被修改为最多可贮存880吨煤。皇帝号能够以10節（19每小時）的速度续航2,470海里（4,570），而由于德国号的燃料贮量大得多，其巡航距离可达3,200海里（5,900）。若以最高速度航行，两艘舰的航程则分别缩短至1,115海里（2,065）和1,440海里（2,670）。

### 武器及装甲

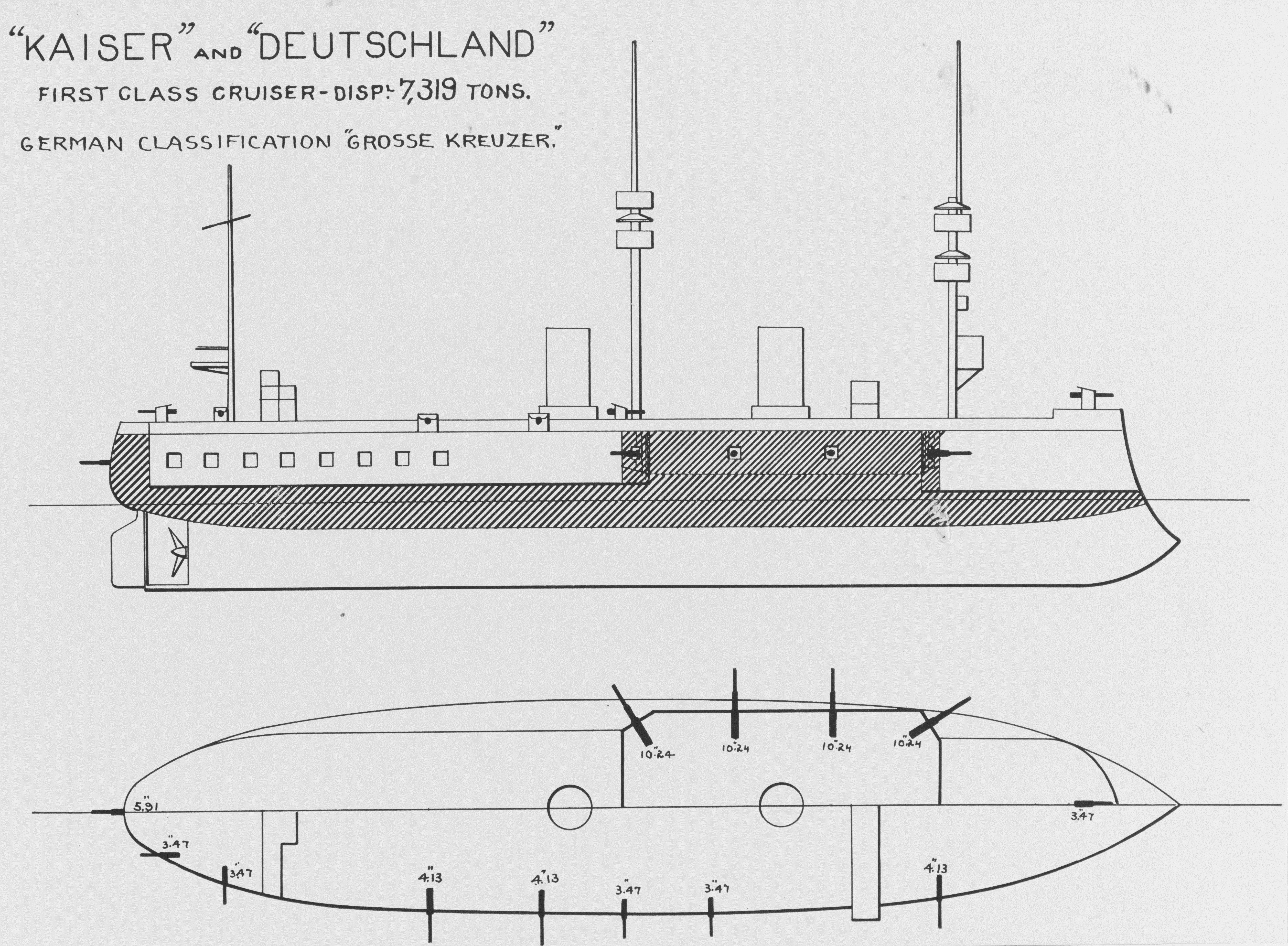
重建为装甲巡洋舰后的皇帝级舰只示意图

皇帝级舰只的主炮为安装在舰舯中央装甲炮台内的八门260毫米20倍径加农炮，共配备768发弹药。它们可降低至-4°俯角和提升至9°仰角，这使其最大射程可达5200米。竣工时，两艘姊妹舰还各装备有一门210毫米22倍径加农炮，其最大射程为5900米。
在1891－1897年间，皇帝号和德国号进行了重建，导致其武器装备发生显著变化。皇帝号配备了一门150毫米30倍径箍炮、六门105毫米30倍径速射炮和九门88毫米30倍径速射炮；德国号则安装了八门150毫米30倍径炮和八门88毫米30倍径炮，并增加了四挺37毫米机炮。这两艘舰还各增设了五具直径为350毫米的鱼雷发射管：其中德国号是安装在船体的水线下方；而皇帝号是置于水面之上。两舰均配备13枚鱼雷。
舰只的装甲由锻铁制成，并以柚木为衬垫。装甲带的厚度范围在127－254毫米之间，并背衬90－226毫米厚的柚木。装甲甲板的厚度从38至51毫米不等。皇帝号的司令塔顶部和侧部分别有30和50毫米厚，而德国号则有30毫米厚的顶部和100毫米厚的斜面装甲。置纳主炮的中央炮台装甲在舷侧有203毫米厚，至斜端为178毫米厚；这是分别由264毫米和192毫米厚的柚木作衬垫。

## 同级舰
| 舰只   | 造船厂             | 命名来源 | 动工年份 | 下水日期      | 入役日期      | 结局                   |
| ------ | ------------------ | -------- | -------- | ------------- | ------------- | ---------------------- |
| 皇帝号 | 伦敦萨穆达兄弟船厂 | 德皇     | 1871年   | 1874年3月19日 | 1875年2月13日 | 1920年在哈尔堡拆解报废 |
| 德国号 | 伦敦萨穆达兄弟船厂 | 德国     | 1872年   | 1874年9月12日 | 1875年7月20日 | 1909年在汉堡拆解报废   |

## 服役历史

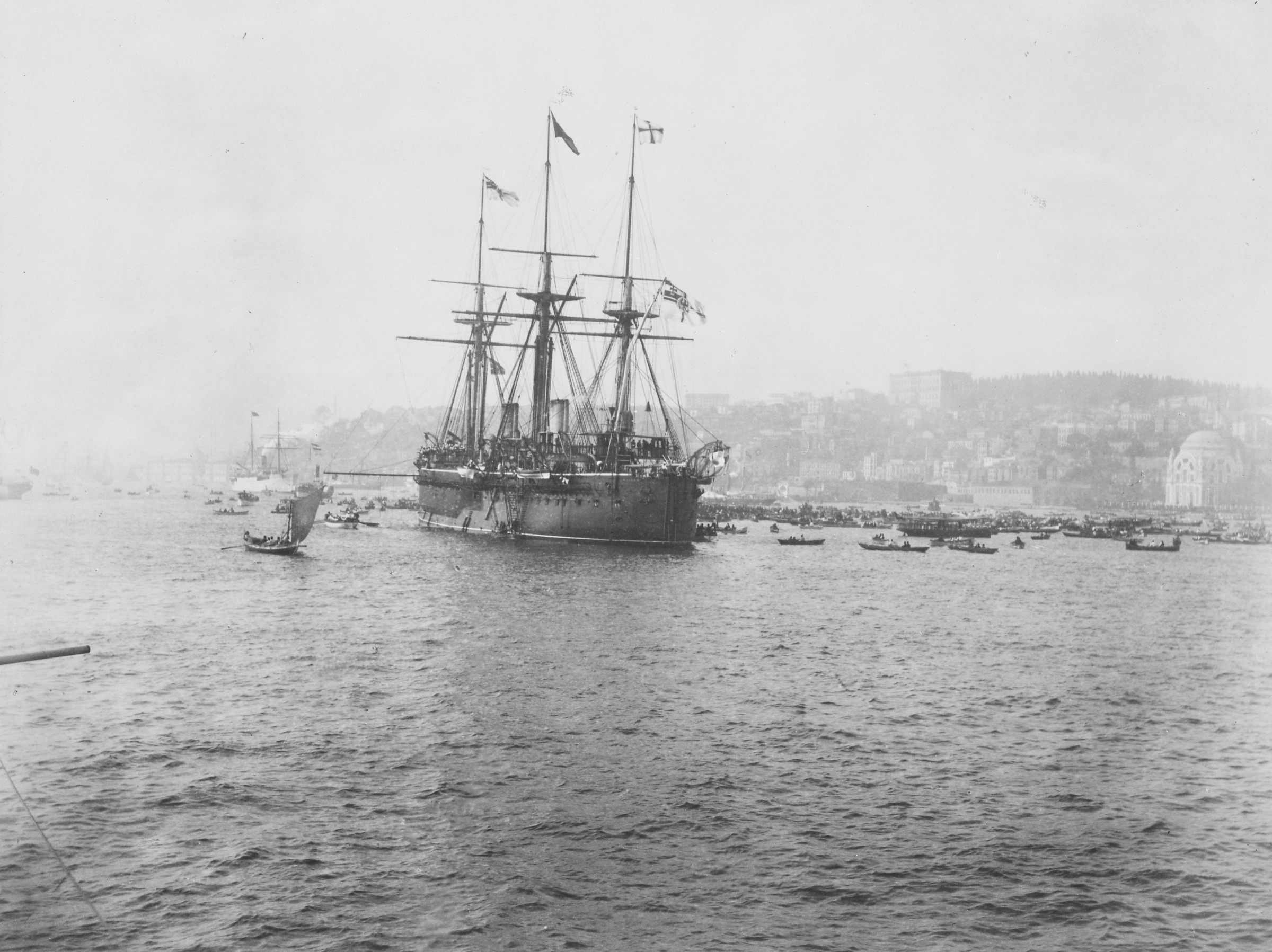
皇帝号在君士坦丁堡

在1875年投入使用后，两艘舰都被编入了训练分舰队（即公海舰队的雏形）服役。它们组成了半个总队，被派往地中海，以应对俄土战争期间发生在奥斯曼帝国的骚乱——居住在当地的德国公民正受到暴力的威胁。在海军少将卡尔·费迪南德·巴奇的指挥下，海军总队于1877年7月驶向海法和雅法的港口，但未见岸上有明显的紧张局势。随后，巴奇下令离开，于夏季剩余的时间内都在地中海游弋，至10月才返回德国。
随着1878年的年度演习被取消，皇帝号和德国号都被置于预备役，并以此状态闲置了十年，但1883年的演习除外。在演习过程中，两艘舰的蒸汽机都被证明是个大麻烦，当时它们同时发生故障，迫使演习暂时停止。这两艘舰于1889年重新入役，以参加德皇威廉二世加冕典礼后的巡游活动。这些活动包括1889年8月对英国的国事访问以及1889－1890年冬天造访地中海。
在1891年至1897年间，两艘同级舰被大幅重建为装甲巡洋舰。它们重新装备了大量中、小口径的舰炮。皇帝号从1897年至1899年在亚洲水域服役，而其姊妹舰则于1898年至1900年在亚洲驻站。时任东亚分舰队司令的海军中将棣德利曾将皇帝号用作自己的旗舰。该舰于1897年11月参与了对胶州湾租借地的占领行动，后来又在1898年的美西战争期间被部署来保护德国在菲律宾的利益。
皇帝号和德国号于1904年5月3日沦为港湾船。皇帝号于1905年10月12日被重命名为天王星号（Uranus），德国号也于同年11月22日更名为木星号（Jupiter）。1906年5月21日，两舰均从海军序列中除籍；德国号曾于1907年临时充当靶舰，而皇帝号则在弗伦斯堡担任符腾堡号的宿营船。1908年，帝国海军以120000马克的价格出售了德国号；它于翌年在汉堡拆解报废。皇帝号也最终于1920年在哈尔堡拆解报废。

### 引用
1. ↑  Dodson，第14, 23頁.
2. 1 2  Gardiner，第245頁.
3. ↑  Sondhaus Naval Warfare，第120頁.
4. ↑  Dodson，第23頁.
5. 1 2 3 4 5  Gröner，第6頁.
6. 1 2 3 4  Gröner，第7頁.
7. 1 2 3 4 5 6  Gröner，第6–7頁.
8. ↑  Sondhaus Weltpolitik，第122頁.
9. ↑  Sondhaus Weltpolitik，第140–141, 161–163, 179頁.
10. ↑  Gottschall，第98頁.
11. ↑  Sondhaus Weltpolitik，第179頁.
12. ↑  Gottschall，第146–190頁.

### 文献
- Dodson, Aidan. . Barnsley: Seaforth Publishing. 2016. ISBN 978-1-84832-229-5.
- Gardiner, Robert (编). . Greenwich: Conway Maritime Press. 1979. ISBN 978-0-8317-0302-8.
- Gottschall, Terrell D. . Annapolis: Naval Institute Press. 2003. ISBN 978-1-55750-309-1.
- Gröner, Erich. . Vol. I: Major Surface Vessels. Annapolis: Naval Institute Press. 1990. ISBN 978-0-87021-790-6.
- Sondhaus, Lawrence. . London: Routledge. 2001. ISBN 978-0-415-21478-0.
- Sondhaus, Lawrence. . Annapolis: Naval Institute Press. 1997. ISBN 978-1-55750-745-7.